# De Bieberstein Rogalla Zawadsky

Familiewapen van De Bieberstein Rogalla Zawadsky

De Bieberstein Rogalla Zawadsky was een van oorsprong Pools geslacht, waarvan leden vanaf 1816 behoorden tot de adel in het Verenigd Koninkrijk der Nederlanden.

## Geschiedenis
De stamreeks begint met Johannes Zawadski († 1620), baljuw en kastelein van Lieckanow. 
Een directe nazaat van hem, Andreas Ignatius Lucas de Bieberstein Rogalla Zawadsky (Raczyniewo, Polen, 18 oktober 1763 - Luik, 19 oktober 1847), een zoon van Ignatius Bieberstein, heer van Raczyniewo en van Eleonore Skalawska, kwam als officier naar de Zuidelijke Nederlanden en trouwde in Tongeren in 1791 met Marie-Eugénie Van der Meer (1758-1798). Ze hadden een zoon en een dochter.
In 1816 verkreeg hij inlijving in de adel van het Verenigd Koninkrijk der Nederlanden met de titel baron, overdraagbaar op al zijn afstammelingen, en de inschrijving in de Ridderschap van de provincie Limburg.
De enige zoon, baron Charles-Antoine de Bieberstein (1796-1880), was kolonel en na ontslag uit het leger, werd hij arrondissementscommissaris en Tweede Kamerlid. Na 1830 behield hij de Nederlandse nationaliteit. Hij was in 1820 getrouwd met Henriette Bosch van Drakestein (1801-1878). Ze hadden een zoon, baron Charles-Frédéric de Bieberstein (Utrecht, 4 mei 1834 - Antwerpen, 2 november 1890), die de Belgische nationaliteit aannam en in 1884 opgenomen werd in de Belgische adel, met de titel baron overdraagbaar op alle afstammelingen. Hij trouwde in Antwerpen in 1858 met Emma Le Grelle (1838-1907). Van hun twee zoons en hun dochter waren geen afstammelingen. 
In de Nederlandse tak waren ook nog:
- Paul Guillaume Eugene Henri baron de Bieberstein Rogalla Zawadsky (1825-1915), lid van Provinciale en Gedeputeerde Staten van Nederlands Limburg.
  - Charles Casimir Marie Hubert baron de Bieberstein Rogalla Zawadsky (1854-1929), lid van de Tweede Kamer.
  - Henriette Emma Alphonsia Maria barones de Bieberstein Rogalla Zawadsky (1872-1947), laatste telg van de Nederlandse tak, trouwde in 1897 met de Belg Felix Struye de Swielande (1871-1942), Belgisch senator, in 1908 verheven in de Belgische adel.
- Frederic Henri Joseph baron de Bieberstein Rogalla Zawadsky (1837-1932), vicepresident van de rechtbank in Maastricht.

Van de in Nederland gevestigde Biebersteins overleed Henriette als laatste in 1947. Van de Belgische tak overleed als laatste Fernand de Bieberstein (1859-1935), oudste zoon van Charles-Frédéric, burgemeester van Gestel, doctor in de politieke en administratieve wetenschappen en lid van de Pauselijke Academie.